# Fruit machine (storia)
L'inglese fruit machine è una definizione ironica (letteralmente "la macchina per la frutta", ma la parola inglese "Fruit" quando è riferita a una persona si traduce in italiano con il termine "frocio") per un macchinario creato tra gli anni 50-60 in Canada, che si riteneva capace di "snidare" le persone omosessuali non dichiarate.

## Descrizione
Al soggetto veniva mostrata pornografia, e il macchinario ne misurava la dilatazione delle pupille, la sudorazione e le pulsazioni, per registrarne la supposta risposta sessuale.
La sedia della "fruit machine" somigliava a quella del dentista. Aveva un braccio con una telecamera all'altezza delle pupille. Di fronte aveva uno schermo che mostrava fotografie. Le immagini andavano dal banale alle foto sessualmente esplicite di uomini e di donne.
La "fruit machine" fu usata in Canada negli anni cinquanta e sessanta nel corso di una campagna di tipo maccartista per eliminare tutti gli omosessuali dagli impieghi pubblici, dalla polizia canadese, e dalle forze armate. Nel corso della guerra fredda si riteneva che gli omosessuali fossero, in quanto tali, particolarmente sottoposti al ricatto da parte di potenze straniere ed ostili, e quindi particolarmente inclini a diventare spie. L'omosessualità era infatti un reato, punito con severità, in tutte le nazioni anglosassoni.
Un numero sostanziale di impiegati perse il lavoro per non avere superato questo test.
Nonostante i finanziamenti per il progetto della "fruit machine" siano stati soppressi alla fine degli anni 1960, le investigazioni continuarono per qualche tempo ancora, e la polizia canadese arrivò a schedare in questo modo oltre 9.000 sospetti omosessuali.
Ai candidati veniva detto che lo scopo del test era registrare la capacità di reazione allo stress. Dopo che la conoscenza del suo vero scopo si diffuse, però, ben pochi accettarono di sottoporsi alla prova.